# Gaudioso de Nápoles
Gaudioso de Nápoles o Gaudiosus el Africano fue un obispo de Abitinia (en la provincia de África) durante el siglo V. Abitina era una pueblo cercano a Cartago en lo que ahora es Túnez. Es venerado por la Iglesia católica. 

## Biografía
Septimius Celius Gaudiosus, abandonó el norte de África durante las persecuciones de Genserico en un barcaza que llegó a Nápoles junto con otros religiosos incluido el obispo de Cartago, al que llamaron Quodvultdeus.  Llegando sobre el 439, se estableció en la acrópolis de Nápoles.
La introducción de la Regla de san Agustín en Nápoles se le atribuye a él junto a la introducción de algunas reliquias de santos, como las de santa Restituta.
Las reliquias de Gaudioso fueron enterradas en las catacumbas de san Gennaro en el siglo VI. Uno de los cementerios de esas catacumbas tiene el nombre de San Gaudioso.